# Michałów (gmina Poczesna)
Michałów – wieś w Polsce położona w województwie śląskim, w powiecie częstochowskim, w gminie Poczesna.
Przez miejscowość przebiega droga wojewódzka nr 904: Blachownia – Kolonia Poczesna.

## Historia
Po II wojnie światowej między Michałowem a Bargłami znajdowała się kopalnia rud żelaza "Jan". Znajdowała się tu również kopalnia rud żelaza "Elżbieta" należąca do Towarzystwa Akcyjnego Zakładów Hutniczych "Huta Bankowa" w Poczesnej z siedzibą w Borku. W 1958 roku oddano do użytku nowy budynek szkoły podstawowej w Nieradzie, leżący w Michałowie. W latach 2004/2005 przeprowadzono jego remont, a w 2006 roku wybudowano salę gimnastyczną. 
W latach 1975–1998 miejscowość należała administracyjnie do województwa częstochowskiego.

## Parafia Kościoła rzymskokatolickiego
Miejscowość podlega parafii Świętych Apostołów Piotra i Pawła w Nieradzie.